# Rivière Sarto
Pour les articles homonymes, voir Sarto.
La rivière Sarto est un affluent de la rive nord de la Baie du Chien laquelle constitue un appendice de la rive nord du lac Manouane. La rivière Sarto coule du côté ouest de la rivière Saint-Maurice, dans le territoire de La Tuque, en Mauricie, au Québec, au Canada.
Le cours de la rivière traverse les cantons de Drouin et de Lortie. Ce cours d'eau fait partie du bassin versant de la rivière Saint-Maurice laquelle se déverse à Trois-Rivières sur la rive nord du fleuve Saint-Laurent.
L’activité économique du bassin versant de la rivière Sarto est la foresterie. Le cours de la rivière coule entièrement en zones forestières. La surface de la rivière est généralement gelée du début de décembre jusqu’au début d’avril.

## Géographie
La rivière Sarto prend sa source à l’embouchure du lac Dorothy (longueur : 1,5 km ; altitude : 526 m) situé dans le canton de Drouin. L’embouchure de ce lac est située à 15,7 km au nord-ouest de la confluence de la rivière Sarto et à 46,8 km au sud-est du centre du village de Wemotaci.
À partir de l’embouchure du lac Dorothy, la rivière Sarto coule sur 33,3 km, selon les segments suivants :

### Cours supérieur de la rivière Sarto
(segment de 20,3 km) :
- 3,4 km d’abord vers le nord-est, puis vers le sud, dans le canton de Drouin, en traversant notamment le lac Albert (longueur : 1,5 km ; altitude : 502 m) sur sa pleine longueur, jusqu’à la limite du canton de Lortie ;
- 2,4 km vers le sud-est en dénivelant de 60 m dans ce segment, jusqu’à la décharge du lac Mountain (venant du nord) ;
- 5,3 km vers le sud-est, jusqu’à un lac sans nom que le courant de la rivière Sarto traverse sur quelques mètres seulement ;
- 3,9 km vers le sud-est, puis vers le nord en serpentant dans une zone de marais, jusqu’à la décharge du lac Fisher (venant du sud) ;
- 3,8 km vers le nord-est, jusqu’à la décharge du lac Beauclerc (venant du nord) ;

### Cours inférieur de la rivière Sarto
(segment de 13,0 km) :
- 5,0 km vers le nord-est, jusqu’à la décharge du lac Labrait (venant du nord) ;
- 4,7 km vers le nord-est, puis le sud-est, jusqu’à la rive nord-ouest du lac Sarto ;
- 0,8 km vers le sud, en traversant le lac Sarto (longueur : 2,5 km ; altitude : 414 m), jusqu’à son embouchure ;
- 2,5 km vers le sud, jusqu’à la confluence de la rivière[2].

La rivière Sarto se déverse dans le canton de Lortie sur un grès de 0,4 km, sur la rive nord de la Baie du Chien, sur la rive nord du lac Manouane lequel est traversé vers le nord-est par la rivière Manouane.
La confluence de la rivière Sarto est située à :
- 109 km au nord du centre du village de Saint-Michel-des-Saints ;
- 42 km au sud-est du centre du village de Wemotaci ;
- 107 km à l'ouest du centre-ville de La Tuque.

## Toponymie
Le terme Sarto constitue un prénom d'origine italienne ; ce terme est aussi utilisé comme patronyme de famille. Ce terme italien signifie tailleur.
Le toponyme rivière Sarto a été officialisé le 5 décembre 1968 à la Commission de toponymie du Québec.